# 대합 (천문학)
대합(영어: Great conjunction) 또는 대근접은 지구에서 관측 시 하늘에서 목성과 토성이 가장 근접하는 현상이다. 이같은 명칭이 붙은 이유는 지구에서 육안으로 볼 수 있는 행성들이 근접하는 현상 중 가장 밝고 가깝기 때문이다.
목성의 공전 주기가 11.9년이고 토성의 공전 주기가 29.5년임을 고려하면, 태양으로부터 봤을 때 목성이 토성을 따라잡는 평균 주기는 1/(1/4332.59 − 1/10759.22) = 7253.46일이 되므로, 평균적으로 대합은 율리우스년 기준으로 19.859년마다 한번씩 발생한다.
가장 최근의 대합은 2020년 대합이며, 1623년 대합 이후 관측상 목성과 토성이 가장 가까워지는 대합이다.

## 2020년

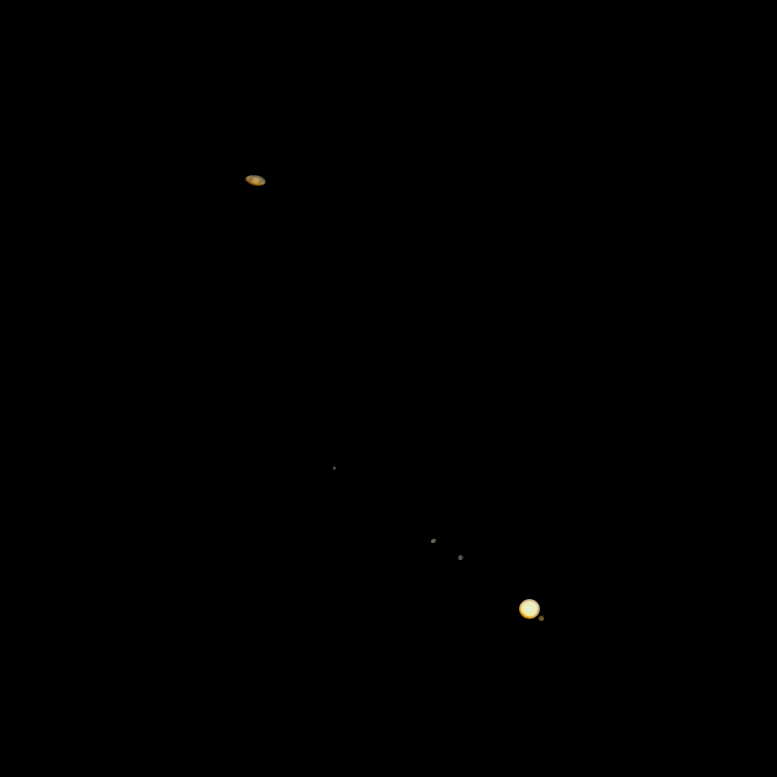
2020년의 대합 이틀 전에 찍은 사진이다. 목성(오른쪽 아래)과 토성(왼쪽 위)이 가장 근접한 합 이틀 전에 찍은 것으로 약 15각분 정도 떨어져 있다.
네 개의 갈릴레이 위성은 목성 주변에서 볼 수 있다. 목성의 왼쪽 상단에서 약 10시 방향에 칼리스토, 가니메데, 유로파가 있다. 목성의 오른쪽 아래에 훨씬 더 가깝게 보이는 것은 이오이다.

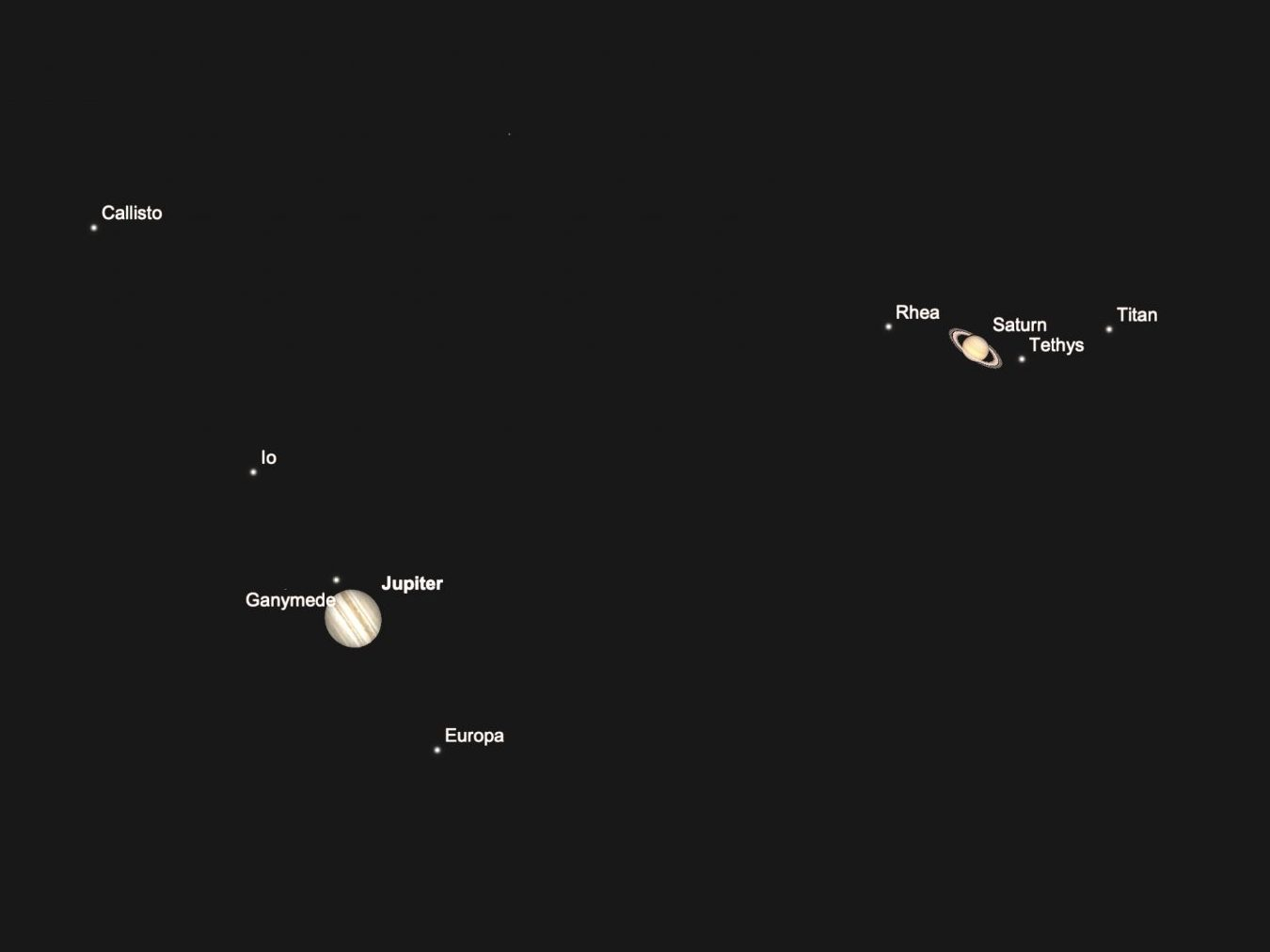
2020년 대합 모의실험.

목성과 토성이 일렬로 정렬돼 두 행성이 매우 가까워진 현상이다. 1623년에도 대합이 있었지만 관측이 어려웠고, 2020년의 수준으로 관측이 가능했을 해로부터 약 800년만에 일어난 대합 현상이다. 2020년 12월 21일 오후 6시 경부터 관측 가능했다. 이 현상은 언론의 상당한 주목을 받았으며, 크리스마스와 가까웠던 기간으로 인해 "크리스마스의 별"로 불렸다.